# Alloo bij
Alloo bij...  was een documentaire-reeks waarin reporter Luk Alloo bekende Vlamingen interviewt en volgt doorheen hun verleden en terugkeert naar plaatsen zoals scholen, vorige woningen, ...
| Seizoen | Bekende Vlamingen  | Bekende Vlamingen   | Bekende Vlamingen | Bekende Vlamingen | Bekende Vlamingen | Bekende Vlamingen   | Bekende Vlamingen  | Bekende Vlamingen  |
| Seizoen | Aflevering 1       | Aflevering 2        | Aflevering 3      | Aflevering 4      | Aflevering 5      | Aflevering 6        | Aflevering 7       | Aflevering 8       |
| ------- | ------------------ | ------------------- | ----------------- | ----------------- | ----------------- | ------------------- | ------------------ | ------------------ |
| 2016    | Gert Verhulst      | Pascale Naessens    | Marc Wilmots      | Sergio Herman     | Jan Mulder        | Charles Michel      |                    |                    |
| 2017    | Christoff De Bolle | Jan Jambon          | Jacques Vermeire  | Johan Boskamp     | Stan Van Samang   | Cathérine Moerkerke | Etienne Vermeersch | Goedele Liekens    |
| 2018    | Theo Francken      | Ingeborg Sergeant   | Will Tura         | Guga Baúl         | Jill Peeters      | Filip Peeters       |                    |                    |
| 2019    | Niels Destadsbader | Jean-Marie Dedecker | Patrick Lefevere  | Bart De Wever     | An Lemmens        | Bart Kaëll          | Dina Tersago       | Herman Brusselmans |
| 2022    | Eddy Planckaert    | Nora Gharib         | Axel Daeseleire   | Karen Damen       | Jens Dendoncker   | Astrid Coppens      |                    |                    |

## Trivia
Tijdens de interviews van Luk Alloo kwamen ook vaak andere Bekende Vlamingen in beeld zoals Regi, Paul Jambers, Julie Vermeire, Jan Verheyen, Herman Verbruggen, Tuur De Weert, Bab Buelens, Walter Grootaers, Gerty Christoffels, ...